# پائولو پوآره
پائولو پوآره (ایتالیایی: Paolo Poiret؛ ‏ ۲۹ سپتامبر ۱۹۴۵ – ۱ نوامبر ۲۰۱۵) بازیگر، صداپیشه و مدیر دوبلاژ اهل ایتالیا بود.
از فیلم‌هایی که وی در آن‌ها نقش داشته‌است، می‌توان به پلیس قاتل و در گرداب گناه اشاره نمود.